# Grand Prix Brazylii 1980
Grand Prix Brazylii 1980 (oryg. Grande Prmio do Brasil) – druga runda Mistrzostw Świata Formuły 1 w sezonie 1980, która odbyła się 27 stycznia 1980, po raz siódmy na torze Interlagos.
9. Grand Prix Brazylii, ósme zaliczane do Mistrzostw Świata Formuły 1.

## Klasyfikacja
| Legenda oznaczeń w tabelach wyników Wyświetl szablon na nowej stronie | Legenda oznaczeń w tabelach wyników Wyświetl szablon na nowej stronie                                                                     |
| Oznaczenie                                                            | Wyjaśnienie |
| --------------------------------------------------------------------- | --- |
| Złoty                                                                 | Zwycięzca lub mistrzostwo |
| Srebrny                                                               | 2. miejsce lub wicemistrzostwo |
| Brązowy                                                               | 3. miejsce lub II wicemistrzostwo |
| Zielony                                                               | Ukończył, punktował (w klasyfikacji generalnej, gdy zdobył co najmniej jeden punkt na przestrzeni sezonu, poza trzema powyższymi opcjami) |
| Niebieski                                                             | Ukończył, nie punktował (w klasyfikacji generalnej, gdy nie zdobył co najmniej jednego punktu na przestrzeni sezonu)                      |
| Czerwony                                                              | Nie zakwalifikował się (NZ) |
| Czerwony                                                              | Nie prekwalifikował się (NPK) |
| Różowy                                                                | Nie ukończył (NU) |
| Różowy                                                                | Niesklasyfikowany (NS) (w klasyfikacji generalnej, gdy nie został sklasyfikowany w żadnym wyścigu sezonu)                                 |
| Czarny                                                                | Zdyskwalifikowany (DK) |
| Czarny                                                                | Wykluczony (WYK/EX) |
| Biały                                                                 | Nie wystartował (NW) |
| Biały                                                                 | Kontuzjowany (K/INJ) |
| Biały                                                                 | Wyścig odwołany (OD/C) |
| Bez koloru                                                            | Został wycofany (WYC/WD) |
| Bez koloru                                                            | Nie przybył (NP/DNA) |
| Bez koloru                                                            | Nie brał udziału w treningach (NT/DNP) |
| Bez koloru                                                            | Nie został zgłoszony (–) |
| Pogrubienie                                                           | Start z pole position |
| Kursywa                                                               | Najszybsze okrążenie wyścigu |
| †                                                                     | Nie ukończył, ale jego rezultat został zaliczony ze względu na przejechanie więcej niż 90% dystansu wyścigu.                              |
| *                                                                     | Sezon w trakcie |
| 1/2/3                                                                 | Punktowana pozycja w sprincie kwalifikacyjnym                                                                                             |
| Lista systemów punktacji Formuły 1                                    | |

| Pos | No | Kierowca              | Konstruktor     | Okrążeń | Czas/powód NU        | Poz. Start. | Punktów |
| --- | -- | --------------------- | --------------- | ------- | -------------------- | ----------- | ------- |
| 1   | 16 | René Arnoux           | Renault         | 40      | 1:40:01.33           | 6           | 9       |
| 2   | 12 | Elio de Angelis       | Lotus-Ford      | 40      | +21.86 sek.          | 7           | 6       |
| 3   | 27 | Alan Jones            | Williams-Ford   | 40      | +1:06.11 sek.        | 10          | 4       |
| 4   | 25 | Didier Pironi         | Ligier-Ford     | 40      | +1:40.13 sek.        | 2           | 3       |
| 5   | 8  | Alain Prost           | McLaren-Ford    | 40      | +1:45.41 sek.        | 13          | 2       |
| 6   | 29 | Riccardo Patrese      | Arrows-Ford     | 39      | +1 Okrążenie         | 14          | 1       |
| 7   | 9  | Marc Surer            | ATS-Ford        | 39      | +1 Okrążenie         | 20          |         |
| 8   | 6  | Ricardo Zunino        | Brabham-Ford    | 39      | +1 Okrążenie         | 18          |         |
| 9   | 21 | Keke Rosberg          | Fittipaldi-Ford | 39      | +1 Okrążenie         | 15          |         |
| 10  | 30 | Jochen Mass           | Arrows-Ford     | 39      | +1 Okrążenie         | 16          |         |
| 11  | 7  | John Watson           | McLaren-Ford    | 39      | +1 Okrążenie         | 23          |         |
| 12  | 3  | Jean-Pierre Jarier    | Tyrrell-Ford    | 39      | +1 Okrążenie         | 22          |         |
| 13  | 23 | Bruno Giacomelli      | Alfa Romeo      | 39      | +1 Okrążenie         | 17          |         |
| 14  | 4  | Derek Daly            | Tyrrell-Ford    | 38      | +2 Okrążeń           | 24          |         |
| 15  | 20 | Emerson Fittipaldi    | Fittipaldi-Ford | 38      | +2 Okrążeń           | 19          |         |
| 16  | 2  | Gilles Villeneuve     | Ferrari         | 36      | Przepustnica         | 3           |         |
| NU  | 22 | Patrick Depailler     | Alfa Romeo      | 33      | elektronika          | 21          |         |
| NU  | 15 | Jean-Pierre Jabouille | Renault         | 25      | Turbo                | 1           |         |
| NU  | 5  | Nelson Piquet         | Brabham-Ford    | 14      | Zawieszenie          | 9           |         |
| NU  | 26 | Jacques Laffite       | Ligier-Ford     | 13      | elektronika          | 5           |         |
| NU  | 14 | Clay Regazzoni        | Ensign-Ford     | 13      | Silnik               | 12          |         |
| NU  | 1  | Jody Scheckter        | Ferrari         | 10      | Silnik               | 8           |         |
| NU  | 11 | Mario Andretti        | Lotus-Ford      | 1       | Wypadł z toru        | 4           |         |
| NU  | 28 | Carlos Reutemann      | Williams-Ford   | 1       | Przeniesienie napędu | 11          |         |
| NZ  | 10 | Jan Lammers           | ATS-Ford        |         |                      |             |         |
| NZ  | 18 | Dave Kennedy          | Shadow-Ford     |         |                      |             |         |
| NZ  | 17 | Stefan Johansson      | Shadow-Ford     |         |                      |             |         |
| NZ  | 31 | Eddie Cheever         | Osella-Ford     |         |                      |             |         |